# 格林恰
49°50′20″N 31°22′41″E / 49.83889°N 31.37806°E
赫林恰（烏克蘭語：Глинча）是位於烏克蘭中部的村莊，由切爾卡瑟州切爾卡瑟區的博布里齊亞市鎮負責管轄。該村面積0.6平方公里，海拔高度160米，2007年人口58，人口密度每平方公里96.7人。